# 盧嫩堡 (阿肯色州)
盧嫩堡（英語：Lunenburg）是位於美國阿肯色州伊澤德縣的一個非建制地區。該地的面積和人口皆未知。

## 地理
盧嫩堡的座標為36°00′09″N 91°54′28″W / 36.00250°N 91.90778°W，而該地的平均海拔高度為128米（即420英尺）。